# 今日というこの日を生きていこう
『今日というこの日を生きていこう』（きょうというこのひをいきていこう）は、日本のシンガーソングライターである玉置浩二の10枚目のオリジナル・アルバム。
2005年2月16日にソニー・ミュージックレコーズからリリースされた。玉置のソロ・アルバムとしては同レーベルへの復帰第一弾となり、オリジナル・アルバムとしては前作『スペード』（2001年）以来約4年ぶり、安全地帯の作品も含めると『安全地帯X〜雨のち晴れ〜』（2003年）以来約1年4ヶ月振りとなる作品である。作詞は全曲共に玉置および松井五郎が行い、作曲はほぼすべて玉置が行っているが1曲のみ安藤さと子との共作となっている。プロデューサーは玉置が担当し、コ・プロデューサーとして安藤の名がクレジットされている。
レコーディングは軽井沢にあるウッドストックスタジオおよび東京にあるソニー・ミュージックスタジオにて行われた。安全地帯のメンバーからは矢萩渉のみが参加している。音楽性としては軽井沢でレコーディングされたシンプルなアコースティックサウンドの曲や東京でレコーディングされたアップテンポのロックナンバーまで幅広く収録されている。
6枚目のアルバム『JUNK LAND』（1997年）からリカットされた18枚目のシングル「しあわせのランプ」のカップリング曲であった「7:30am」が収録されている他、本作からの先行シングルとして「愛されたいだけさ」がシングルカットされた。本作は『スペード』に続いてアルバム全曲共にノンタイアップの作品となった。本作はオリコンアルバムチャートにおいて最高位第26位となった。

## 背景
シングル「ひとりぼっちのエール」（1993年）をリリース後、長期の活動休止期間を経た安全地帯は2002年に再始動し、7月10日にシングル「出逢い」（2002年）をリリース、続いて9枚目のアルバム『安全地帯IX』（2002年）をリリースして完全復活を遂げた。その後、10枚目のアルバム『安全地帯X〜雨のち晴れ〜』（2003年）をリリースし全国ツアー「安全地帯コンサートツアー2003」を38都市全45公演におよび開催、このツアーでは約11年振りにメンバー5名が揃った状態で行われた。順風満帆に見えた安全地帯の活動であったが、玉置はこの復活に関して「ものすごく嬉しかった」との感想を持っていたものの、同時に安全地帯としての活動は自身にとって切り札であったと悟った事、さらに「自分の中でなにかが終わった」という感覚を覚えたために再始動を純粋に楽しむ事ができず、一方的に安全地帯の活動休止宣言を行う事となった。これによりメンバーや周囲のスタッフの期待を裏切る形になった事で、玉置は精神的に深いダメージを負う事となった。また同時期に歌手の吉田美奈子に提供した曲「傍にいる」は吉田の19枚目のアルバム『REVELATION』に収録された。
2004年に入り、2月に玉置は個人事務所「アンクルオニオン」を金子洋明事務所の内部から独立させたが、その事により事務所の規模が小さくなったため、玉置以外のミュージシャンを所属させる事は困難となった。この出来事は前述の理由に付してさらに安全地帯としての活動を休止せざるを得なくなった一因となった。その後玉置は活動再開する事ができず、詞も曲も思い浮かばない日々が続いていたが、ある時に「しあわせのランプ」が頭を過り、もう一度思いを込めて同曲を歌う事をスタッフに提案し、6月9日に独立後第一弾のシングルとしてリリースする事となった。その後玉置はソロとしてのコンサートツアー「アコースティックライブ '04 ～しあわせのランプ～」を7月4日の白井市文化会館 大ホール公演から9月3日の小樽市民会館 ホール公演まで小規模の会場を中心に29都市全29公演を敢行。ツアーにはアコースティック・ギターの名手である岡崎倫典と当時妻であった安藤さと子が参加しており、小規模会場ならではの構成でアコースティックサウンドを重視して開催された。なお、ツアー開始間もない7月7日には歌手のMISIAに提供した曲「名前のない空を見上げて」がシングルとしてリリースされており、同日はMISIAの誕生日でもあったため、玉置は東京国際フォーラムでのMISIAのライブに突然花束を持って登場した。

## 録音、制作
本作のレコーディングは、当初は軽井沢にあるウッドストックスタジオにて行われていたが、最終的には東京にあるソニー・ミュージックスタジオに場所を移して行われた。プロデューサーは玉置が担当し、コ・プロデューサーとして安藤が参加している。また、本作では一部の曲の作詞を松井五郎が行っている。玉置のソロアルバムにおいて松井が作詞を手掛けるのは『All I Do』（1987年）以来約18年振りの事であった。松井は安全地帯の9枚目のアルバム『安全地帯IX』において約11年振りに玉置との共同作業を行ったが、その後「一つの節目が終わった」という感覚を覚えたために10枚目のアルバム『安全地帯X〜雨のち晴れ〜』には不参加となった。松井が本作の参加に踏み切った理由は、『安全地帯IX』での玉置との共同作業において玉置のソロ活動を安全地帯から独立したものとして確立することができたためである。また玉置も同時に『安全地帯X〜雨のち晴れ〜』において「自分の中のなにかが終わった」という感覚を覚えていたため、両者は作品の密度を高めるために直接意思疎通を図るようになった。
松井は玉置と共に共有するテーマを追求するため、事前に本作が玉置による単独プロデュース作品である事を確認していた。松井としては安全地帯よりも玉置のソロ活動に対する注目度の比重が大きくなっていたと触れた上で、「今までは浩二と1対1で作っていくっていう形が、じつはあまりなかったかもしれないなと思った」、「キャリア的にも年代的にもそういうことをやってもいいと思っていた」と述べている。かつて玉置はソロ作品において須藤晃との間で1対1の関係性で制作を行っていたが、松井との間で1対1のコミュニケーションを取るのは本作が初となった。また、須藤とは共同プロデュースという関係性であったが、本作ではプロデューサーは玉置であり、松井に対して作詞の方向性を玉置が提示する形となった。同時期に韓国の俳優であり歌手のパク・ヨンハの曲の作詞を手掛けていた松井は玉置に作曲を依頼、同年12月21日にシングル「Truth/ほゝえみをあげよう」としてリリースされる事となった。

## 音楽性
玉置浩二の自伝本『玉置浩二 幸せになるために生まれてきたんだから』において志田歩は、本作収録曲の「グライダー」に関して、「シンプルな構成が似合う内省的なナンバー」であるとし、「憂いに満ちた語り口は、安全地帯を再び休止させる決断を下したあとの彼の内面の葛藤を連想させる」と述べている。
「UNISON」に関しては「力強いミディアム・テンポ」の曲であるとした上で、「緊張感のある前半から明るいサビへの転換が印象的なロック・ナンバー」と表現した。
「愛されたいだけさ」に関しては、東京で収録されたホーンがダイナミックであるとした上で、「安全地帯が大編成でライヴをやっていた時期の華々しいイメージを思い出させる玉置=松井コンビならではのラヴ・ソング」と述べ、さらに本作が前半は軽井沢、後半は東京でレコーディングされた事について「レコーディング環境の変化が、そのまま反映されている」と述べている。

## リリース
本作は2005年2月16日にソニー・ミュージックレコーズからCDにてリリースされた。初回限定盤はシングル「しあわせのランプ」および「愛されたいだけさ」のPVとメイキングシーンを収録したDVDが付属され2枚組でリリースされた。6枚目のアルバム『JUNK LAND』（1997年）からリカットされた2004年6月9日にリリースされた18枚目のシングル「しあわせのランプ」のカップリング曲であった「7:30am」が収録されている他、2005年1月13日に本作からの先行シングルとして「愛されたいだけさ」がシングルカットされた。
2018年8月15日にはBlu-spec CD2、紙ジャケット仕様でソニー・ミュージックダイレクトのGT musicレーベルから再リリースされた。

## ツアー
本作を受けてのコンサートツアー「コンサートツアー2005 ～今日というこの日を生きていこう～」は、同年3月5日のパルテノン多摩から5月28日の東京国際フォーラム ホールAまで38都市全38公演に及んで開催された。その後アンコール・ライブとして6月14日のZepp Tokyo公演が開催され、その時の模様はWOWOWにて放送された他、7月27日にはライブ・アルバム『LIVE!! 「今日というこの日を生きていこう」』として、11月2日にはライブ・ビデオ『「今日というこの日を生きていこう」LIVE in Zepp Tokyo』としてリリースされた。玉置がライブ・アルバムをリリースするのは『T』（1995年）以来約10年振りとなった。
本ツアーには玉置、安藤、矢萩渉、カルロス菅野の他、ギタリストの土方隆行、ベーシストのコモブチキイチロウ、ドラマーの渡嘉敷祐一が参加した。中でも土方の参加はテレビで見た土方の演奏に惚れ込んだ玉置が熱望した事で実現し、これまで安全地帯以外のミュージシャンの選択に関してはプロデューサーやスタッフ任せになっていたが、玉置が初めて特定のミュージシャンを指名する事となった。

## 批評、チャート成績
| 専門評論家によるレビュー | 専門評論家によるレビュー |
| レビュー・スコア         | レビュー・スコア         |
| 出典                     | 評価                     |
| ------------------------ | ------------------------ |
| CDジャーナル             | 肯定的                   |
| TOWER RECORDS ONLINE     | 肯定的                   |

本作のメッセージ性および玉置の歌唱力に関しては肯定的な意見が挙げられており、音楽情報サイト『CDジャーナル』では、玉置のソロ作品が「彼が納得のいくペースで、自身の志向する音楽に真剣に向きあって制作される」とした上で、「充実ぶりは今回も変わっていない」と称賛した。その他、玉置のメロディ・メーカーやシンガーとしての才能が深みを増していると指摘した上で、「味わい深いアルバムに仕上がっている」と総括した。音楽情報サイト『TOWER RECORDS ONLINE』では、軽井沢のスタジオでレコーディングされた曲を「シンプルなナンバー」、東京のスタジオでレコーディングされた曲を「ミディアム・テンポのロックナンバー」と表現した上で、「様々な要素が混在したアルバムとなり、新たなスタートを感じさせる作品となった」と肯定的に評価した。
本作はオリコンアルバムチャートにおいて最高位第26位の登場週数4回となり、売り上げ枚数は1.4万枚となった。本作の売り上げ枚数は玉置のアルバム売上ランキングにおいて第17位となっている。2022年および2023年に実施されたねとらぼ調査隊による玉置のアルバム人気ランキングにおいて共に第7位となり、2024年に実施された同ランキングにおいては第6位となった。

## 収録曲
- CDブックレットに記載されたクレジットを参照[32]。

### CD
| #         | タイトル                                | 作詞               | 作曲                 | 編曲                 | 時間  |
| --------- | --------------------------------------- | ------------------ | -------------------- | -------------------- | ----- |
| 1.        | 「明かりの灯るところへ」                | 松井五郎           | 玉置浩二             | 玉置浩二、安藤さと子 | 4:17  |
| 2.        | 「僕のすべてを」                        | 玉置浩二、松井五郎 | 玉置浩二             | 玉置浩二、安藤さと子 | 4:13  |
| 3.        | 「風の指環」                            | 松井五郎           | 玉置浩二             | 玉置浩二、安藤さと子 | 3:43  |
| 4.        | 「ひかり」                              | 松井五郎           | 玉置浩二、安藤さと子 | 玉置浩二、安藤さと子 | 3:58  |
| 5.        | 「グライダー」                          | 玉置浩二           | 玉置浩二             | 玉置浩二、安藤さと子 | 3:55  |
| 6.        | 「春の陽ざしのように」                  | 玉置浩二           | 玉置浩二             | 玉置浩二、安藤さと子 | 3:31  |
| 7.        | 「=（イコール）」                       | 玉置浩二           | 玉置浩二             | 玉置浩二、安藤さと子 | 4:39  |
| 8.        | 「蕗の傘」                              | 松井五郎           | 玉置浩二             | 玉置浩二、安藤さと子 | 3:57  |
| 9.        | 「夜行船」                              | 玉置浩二           | 玉置浩二             | 玉置浩二、安藤さと子 | 4:32  |
| 10.       | 「愛されたいだけさ（アルバムVersion）」 | 松井五郎           | 玉置浩二             | 玉置浩二、安藤さと子 | 4:35  |
| 11.       | 「7:30am（アルバムVersion）」           | 玉置浩二           | 玉置浩二             | 玉置浩二、安藤さと子 | 3:17  |
| 12.       | 「UNISON」                              | 松井五郎           | 玉置浩二             | 玉置浩二、安藤さと子 | 4:09  |
| 13.       | 「祝福」                                | 玉置浩二           | 玉置浩二             | 玉置浩二、安藤さと子 | 4:10  |
| 合計時間: | 合計時間:                               | 合計時間:          | 合計時間:            | 合計時間:            | 52:56 |

### DVD
1. しあわせのランプ（ビデオクリップ）
2. 愛されたいだけさ（ビデオクリップ）
3. しあわせのランプ（メイキング）

## スタッフ・クレジット
- CDブックレットに記載されたクレジットを参照[33]。

### 参加ミュージシャン
| 1. 「明かりの灯るところへ」 - 玉置浩二 – ボーカル、ベース - 安藤さと子 – ピアノ - 近藤和彦 – ソプラノサックス - 竹内ストリングス – ストリングス - 竹内純 – ストリングス・アレンジメント 2. 「僕のすべてを」 - 玉置浩二 – ボーカル、アコースティック・ギター、エレクトリック・ギター、ベース、ドラムス、パーカッション - 安藤さと子 – エレクトリックピアノ、ハモンドB-3、TS-12シンセ、バックグラウンドボーカル - 矢萩渉 – スライドギター、バックグラウンドボーカル 3. 「風の指環」 - 玉置浩二 – ボーカル、アコースティック・ギター、エレクトリック・ギター、ベース、ドラムス、パーカッション - 安藤さと子 – ウーリッツァー、シンセサイザー - 矢萩渉 – エレクトリック・ギター、エレクトリック・ギターソロ 4. 「ひかり」 - 玉置浩二 – ボーカル、アコースティック・ギター、エレクトリック・ギター、ベース、ドラムス、パーカッション - 安藤さと子 – ピアノ - 佐野聡 – クロマチックハーモニカ、リコーダー - 竹内ストリングス – ストリングス - 竹内純 – ストリングス・アレンジメント 5. 「グライダー」 - 玉置浩二 – ボーカル、アコースティック・ギター、エレクトリック・ギター、エレクトリック・ギターソロ、ベース、ドラムス、パーカッション - 安藤さと子 – ウーリッツァー、シンセサイザー - 矢萩渉 – エレクトリック・ギター 6. 「春の陽ざしのように」 - 玉置浩二 – ボーカル、アコースティック・ギター、エレクトリック・ギター、ベース、ドラムス、パーカッション - 安藤さと子 – ウーリッツァー、ハモンドB-3 - 佐野聡 – トランペット、トロンボーン、ホーン・アレンジメント 7. 「=（イコール）」 - 玉置浩二 – ボーカル、アコースティック・ギター、エレクトリック・ギター、ベース、ドラムス、パーカッション - 安藤さと子 – フェンダー・ローズ・ピアノ、ハモンドB-3、TS-12シンセ - 矢萩渉 – エレクトリック・ギター、エレクトリック・ギターソロ - 佐野聡 – アルトフルート、トロンボーン | 1. 「蕗の傘」 - 玉置浩二 – ボーカル、アコースティック・ギター、クラシック・ギターソロ - 安藤さと子 – ウーリッツァー、アコーディオン、パッドシンセ 2. 「夜行船」 - 玉置浩二 – ボーカル、アコースティック・ギター、エレクトリック・ギター、ベース、ドラムス、パーカッション - 安藤さと子 – フェンダー・ローズ・ピアノ、ハモンドB-3、TS-12シンセ - 矢萩渉 – エレクトリック・ギター - 竹内純 – ヴァイオリン、ストリングス・アレンジメント - 永山利彦 – チェロ 3. 「愛されたいだけさ（アルバム Version）」 - 玉置浩二 – ボーカル、アコースティック・ギター、エレクトリック・ギター、エレクトリック・ギターソロ、ベース、ドラムス、パーカッション - 安藤さと子 – ウーリッツァー、シンセサイザー - カルロス菅野 – コンガ、パーカッション - 矢萩渉 – エレクトリック・ギター - 奥村晶 – トランペット - 臼庭潤 – テナーサックス - 近藤和彦 – アルトサックス - 青木タイセイ – トロンボーン、ホーンアレンジメント 4. 「7:30am（アルバム Version）」 - 玉置浩二 – ボーカル、アコースティック・ギター、エレクトリック・ギター、ベース、ドラムス、パーカッション - 安藤さと子 – フェンダー・ローズ・ピアノ、ハモンドB-3、TS-12シンセ、バックグラウンドボーカル 5. 「UNISON」 - 玉置浩二 – ボーカル、アコースティック・ギター、エレクトリック・ギター、ベース、ドラムス、パーカッション - 安藤さと子 – ウーリッツァー、ハモンドB-3 - 矢萩渉 – エレクトリック・ギター、エレクトリック・ギターソロ 6. 「祝福」 - 玉置浩二 – ボーカル、アコースティック・ギター、エレクトリック・ギター、ベース、ドラムス、パーカッション - 安藤さと子 – フェンダー・ローズ・ピアノ、ハモンドB-3、TS-12シンセ - カルロス菅野 – パーカッション - 矢萩渉 – エレクトリック・ギター - 佐野聡 – フルート、トランペット、トロンボーン、パンデイロ、ホーン・アレンジメント - 竹内純 – ヴァイオリン - 永山利彦 – チェロ |

### 録音スタッフ
- 玉置浩二 – プロデューサー
- 安藤さと子 – コ・プロデューサー
- 高松明治 – レコーディング・エンジニア、ミキシング・エンジニア
- 内藤哲也（ソニー・ミュージックスタジオ） – マスタリング・エンジニア
- 佐々木康太（アンクルオニオン） – アーティスト・マネージメント
- 山下昭和（アンクルオニオン） – アーティスト・マネージメント
- 福谷京子（アンクルオニオン） – マネージメントデスク

### 美術スタッフ
- 島尻一成（ソニー・ミュージックコミュニケーションズ） – アート・ディレクション、デザイン
- 吉田恒星 (JUNK LAND) – 写真撮影
- 鍋田由美 – スタイリスト
- 宮内直人 (SUGAR) – ヘアー&メイク・アップ
- マ・フー (Planning office Wedia) – インターナショナル・コーディネーション
- チェン・タオ (Planning office Wedia) – インターナショナル・コーディネーション

### 制作スタッフ
- 高木伸二 (Sony Music Records) – A&R
- 大島美奈子 (Sony Music Records) – A&R
- 渡辺くみこ（ソニー・ミュージックコミュニケーションズ） – プロダクト・コーディネーション
- ソニー・ミュージックスタジオ・アシスタントスタッフ – スペシャル・サンクス
- 伊藤一臣 – スペシャル・サンクス
- 関正春 – スペシャル・サンクス
- 前田由布子 – スペシャル・サンクス
- 柳澤敏幸 – スペシャル・サンクス
- 峯島理恵子（エルディメディアワークス） – スペシャル・サンクス
- 福岡司（黒澤楽器） – スペシャル・サンクス
- ギブソン – スペシャル・サンクス
- 平賀裕二（サウンドクルー） – スペシャル・サンクス
- ヤマ犬猫病院 – スペシャル・サンクス
- ダーバン – 衣装協力
- サビサビデラックス – 衣装協力

## チャート
| チャート         | 最高順位 | 登場週数 | 売上数  | 出典  |
| ---------------- | -------- | -------- | ------- | ----- |
| 日本（オリコン） | 26位     | 4回      | 1.4万枚 | [ 2 ] |

## リリース日一覧
| No. | リリース日    | レーベル                                 | 規格         | カタログ番号 | 備考                   | 出典          |
| --- | ------------- | ---------------------------------------- | ------------ | ------------ | ---------------------- | ------------- |
| 1   | 2005年2月16日 | ソニー・ミュージックレコーズ             | CD+DVD       | SRCL-5870～1 | 初回限定盤             | [ 27 ] [ 34 ] |
| 2   | 2005年2月16日 | ソニー・ミュージックレコーズ             | CD           | SRCL-5872    | 通常盤                 | [ 35 ] [ 36 ] |
| 3   | 2012年10月1日 | ソニー・ミュージックダイレクト           | AAC-LC       | -            | デジタル・ダウンロード | [ 37 ]        |
| 4   | 2012年10月1日 | ソニー・ミュージックダイレクト           | ロスレスFLAC | -            | デジタル・ダウンロード | [ 38 ]        |
| 5   | 2018年8月15日 | ソニー・ミュージックダイレクト／GT music | BSCD2        | MHCL-30528   | 紙ジャケット仕様       | [ 39 ] [ 1 ]  |